# Österreichische Straßen-Radmeisterschaften

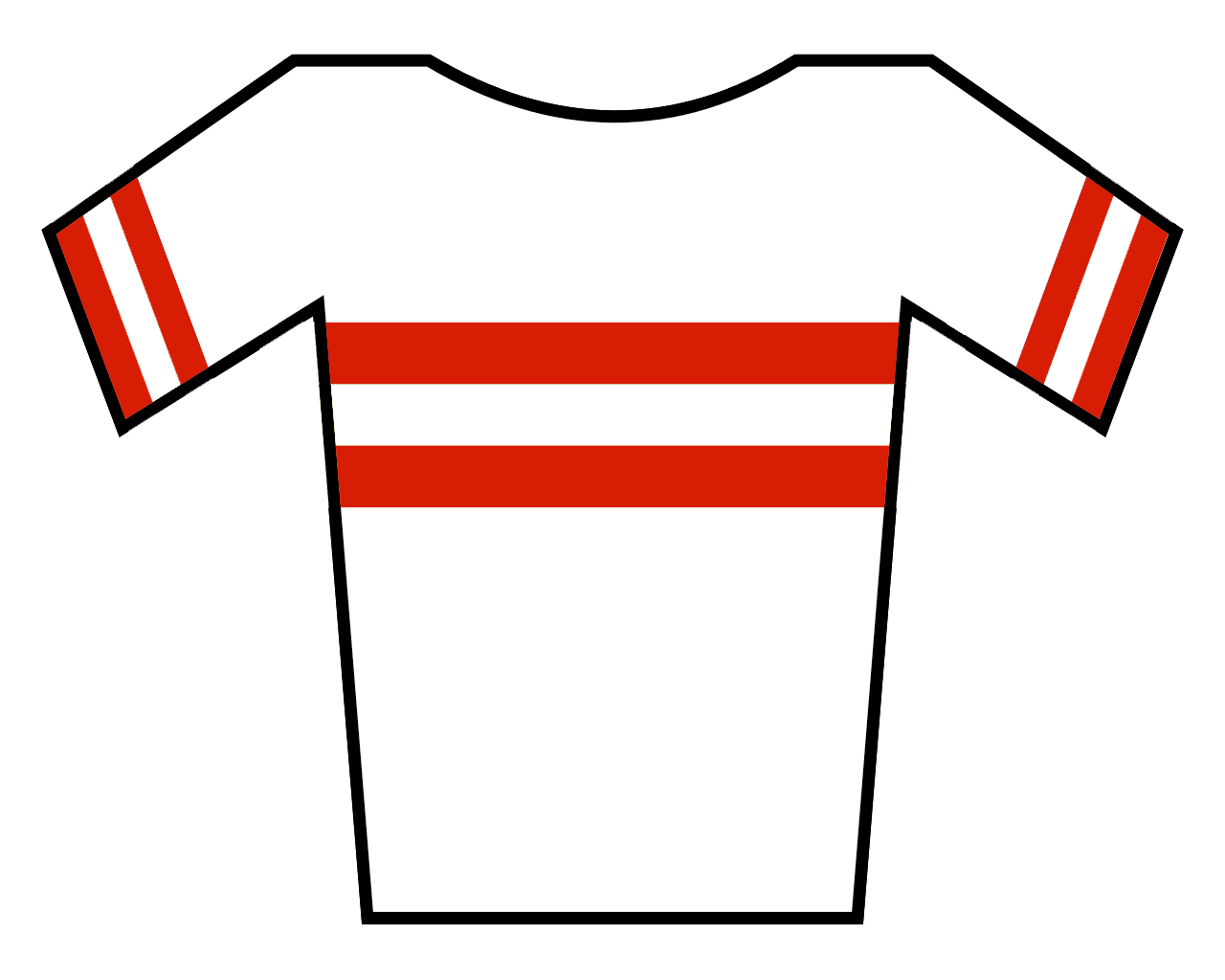
Österreichisches Meistertrikot

Die Österreichischen Straßen-Radmeisterschaften (Staatsmeisterschaften) ermitteln die österreichischen Meister und Meisterinnen im Straßenrennen sowie im Einzelzeitfahren.

## Straßenrennen
Bei den Männern konnte bisher kein Fahrer mehr als zwei Titel im Straßenrennen erringen. Mehreren Fahrern gelangen zwei Siege, diese in Folge aber nur Alfred Sitzwohl, Kurt Postl, Georg Postl, Christian Pfannberger und Riccardo Zoidl.
Rekordsiegerin bei den Frauen-Straßenrennen ist Andrea Graus, die fünfmal gewann und vier davon in Folge.

## Einzelzeitfahren
Georg Totschnig siegte im Einzelzeitfahren fünfmal und war dabei 1997 Doppel-Staatsmeister (Straße und Zeitfahren). Matthias Brändle siegte siebenmal im Einzelzeitfahren, dabei 2016 auch im Straßenrennen.
Im Frauen-Zeitfahren konnte Doris Posch fünfmal gewinnen, vier davon in Folge. Sechs Siege in Folge gelangen Martina Ritter, die 2015 und 2017 auch das Straßenrennen gewann. Sieben Siege gelangen Christiane Soeder und ebenfalls vier davon in Folge und sie war 2004, 2006 sowie 2009 Doppel-Staatsmeisterin.

## Sieger
| Jahr     | Ort                         | Straßenrennen (m)                  | Straßenrennen (w)           | Zeitfahren (m)         | Zeitfahren (w)          |
| -------- | --------------------------- | ---------------------------------- | --------------------------- | ---------------------- | ----------------------- |
| 2023     | Waidhofen / Erpfendorf      | Gregor Mühlberger -2-              | Carina Schrempf             | Patrick Gamper         | Anna Kiesenhofer -4-    |
| 2022     | Judendorf / Novo mesto      | Felix Großschartner                | Christina Schweinberger     | Felix Großschartner    | Christina Schweinberger |
| 2021     | Kufstein                    | Patrick Konrad -2-                 | Kathrin Schweinberger -2-   | Matthias Brändle -7-   | Anna Kiesenhofer -3-    |
| 2020     | Mattersburg / Lutzmannsburg | Valentin Götzinger                 | Kathrin Schweinberger       | Matthias Brändle -6-   | Anna Kiesenhofer -2-    |
| 2019     | Mondsee / Feldkirchen       | Patrick Konrad                     | Anna Kiesenhofer            | Matthias Brändle -5-   | Anna Kiesenhofer        |
| 2018     | Wien / Stephanshart         | Lukas Pöstlberger -2-              | Sarah Rijkes                | Georg Preidler -3-     | Martina Ritter -6-      |
| 2017     | Grein / Grünau im Almtal    | Gregor Mühlberger                  | Martina Ritter              | Georg Preidler -2-     | Martina Ritter -5-      |
| 2016     | Strasswalchen / Wallersee   | Matthias Brändle                   | Christina Perchtold         | Matthias Brändle -4-   | Martina Ritter -4-      |
| 2015     | Güssing                     | Marco Haller                       | Martina Ritter              | Georg Preidler         | Martina Ritter -3-      |
| 2014     | Igls / Oberdanegg           | Riccardo Zoidl -2-                 | Jacqueline Hahn             | Matthias Brändle -3-   | Martina Ritter -2-      |
| 2013     | Bad Erlach / Offenhausen    | Riccardo Zoidl -1-                 | Andrea Graus -5-            | Matthias Brändle -2-   | Martina Ritter -1-      |
| 2012     | Judendorf                   | Lukas Pöstlberger                  | Andrea Graus -4-            | Riccardo Zoidl         | Christiane Soeder -7-   |
| 2011     | Eisenstadt                  | Matthias Krizek                    | Andrea Graus -3-            | Andreas Hofer          | Doris Posch -6-         |
| 2010     | Oberwart                    | Harald Starzengruber               | Andrea Graus -2-            | Manuel Dörfler         | Christiane Soeder -6-   |
| 2009     | Oberwart                    | Markus Eibegger                    | Christiane Soeder -3-       | Matthias Brändle -1-   | Christiane Soeder -5-   |
| 2008     | Seefeld                     | Christian Pfannberger -2-          | Monika Schachl              | Stefan Denifl          | Monika Schachl          |
| 2007     | Podersdorf                  | Christian Pfannberger -1-          | Daniela Pintarelli          | Rupert Probst          | Christiane Soeder -4-   |
| 2006     | Mattighofen                 | Bernhard Kohl                      | Christiane Soeder -2-       | Peter Luttenberger -2- | Christiane Soeder -3-   |
| 2005     | Altendorf                   | Gerrit Glomser                     | Andrea Graus -1-            | Hans-Peter Obwaller    | Christiane Soeder -2-   |
| 2004     |                             | Harald Morscher                    | Christiane Soeder -1-       | Georg Totschnig -5-    | Christiane Soeder -1-   |
| 2003     |                             | Georg Totschnig -2-                | Bernadette Schober          | Andrew Bradley         | Doris Posch -5-         |
| 2002     | Schwanenstadt               | René Haselbacher                   | Isabella Wieser             | Georg Totschnig -4-    | Doris Posch -4-         |
| 2001     | Innsbruck                   | Jürgen Pauritsch                   | Andrea Purner-Koschier -3-  | Georg Totschnig -3-    | Doris Posch -3-         |
| 2000     |                             | Werner Riebenbauer                 | Andrea Purner-Koschier -2-  | René Haselbacher       | Doris Posch -2-         |
| 1999     |                             | Hannes Hempel                      | Ulrike Baumgartner          | Florian Wiesinger      |                         |
| 1998     |                             | Josef Lontscharitsch               | Tanja Klein -3-             | Peter Luttenberger -1- |                         |
| 1997     |                             | Georg Totschnig -1-                | Johanna Freysinger          | Georg Totschnig -2-    |                         |
| 1996     |                             | Heinz Marchel                      | Tanja Klein -2-             | Georg Totschnig -1-    | Tanja Klein             |
| 1995     |                             | Josef Lontscharitsch               | Tanja Klein -1-             |                        | Doris Posch -1-         |
| 1994     |                             | Mario Traxl                        | Silvia Hauser               |                        |                         |
| 1993     |                             | Peter Luttenberger                 | Christiane Koschier-Bitante |                        |                         |
| 1992     |                             | Richard Schmied                    | Andrea Purner-Koschier -1-  |                        |                         |
| 1991     |                             | Armin Purner                       | Silvia Nenning -3-          |                        |                         |
| 1990     |                             | Heinz Hechenberger                 | Silvia Nenning -2-          |                        |                         |
| 1989     |                             | Mario Traxl                        | Silvia Nenning -1-          |                        |                         |
| 1988     |                             | Albert Hainz                       |                             |                        |                         |
| 1987     |                             | Arno Wohlfahrter                   |                             |                        |                         |
| 1986     |                             | Paul Popp                          |                             |                        |                         |
| 1985     |                             | Bernhard Rassinger                 |                             |                        |                         |
| 1984     |                             | Helmut Wechselberger               |                             |                        |                         |
| 1983     |                             | Johann Lienhart                    |                             |                        |                         |
| 1982     |                             | Peter Muckenhuber -2-              |                             |                        |                         |
| 1981     | nicht ausgetragen           | nicht ausgetragen                  | nicht ausgetragen           | nicht ausgetragen      | nicht ausgetragen       |
| 1980     |                             | Peter Muckenhuber -1-              |                             |                        |                         |
| 1979     |                             | Manfred Horvath                    |                             |                        |                         |
| 1978     |                             | Herbert Spindler -2-               |                             |                        |                         |
| 1977     |                             | Hans Summer                        |                             |                        |                         |
| 1976     |                             | Herbert Spindler -1-               |                             |                        |                         |
| 1975     |                             | Ludwig Kretz                       |                             |                        |                         |
| 1974     |                             | Siegfried Denk -2-                 |                             |                        |                         |
| 1973     |                             | Kurt Schattelbauer                 |                             |                        |                         |
| 1972     |                             | Herbert Füzi                       |                             |                        |                         |
| 1971     |                             | Siegfried Denk -1-                 |                             |                        |                         |
| 1970     |                             | Georg Postl -2-                    |                             |                        |                         |
| 1969     |                             | Georg Postl -1-                    |                             |                        |                         |
| 1968     |                             | Franz Inthaler                     |                             |                        |                         |
| 1967     |                             | Robert Csenar                      |                             |                        |                         |
| 1966     |                             | Christian Frisch                   |                             |                        |                         |
| 1965     |                             | Hans Furian                        |                             |                        |                         |
| 1964     |                             | Robert Csenar                      |                             |                        |                         |
| 1963     |                             | Franz Weiss                        |                             |                        |                         |
| 1962     |                             | Arnold Ruiner                      |                             |                        |                         |
| 1961     |                             | Walter Müller                      |                             |                        |                         |
| 1960     |                             | Kurt Postl                         |                             |                        |                         |
| 1959     |                             | Kurt Postl                         |                             |                        |                         |
| 1958     |                             | Leopold Friedbacher                |                             |                        |                         |
| 1957     |                             | Richard Durlacher                  |                             |                        |                         |
| 1956     |                             | Adolf Christian                    |                             |                        |                         |
| 1955     |                             | Heinz Klöckl                       |                             |                        |                         |
| 1954     |                             | Adolf Christian                    |                             |                        |                         |
| 1953     |                             | Franz Wukitsevits                  |                             |                        |                         |
| 1952     |                             | Rudolf Lauscha                     |                             |                        |                         |
| 1951     |                             | Alfred Sitzwohl                    |                             |                        |                         |
| 1950     |                             | Rudi Valenta (B) / Alfred Sitzwohl |                             |                        |                         |
| 1949     |                             | Rudolf Lauscha senior              |                             |                        |                         |
| 1948     |                             | Richard Menapace                   |                             |                        |                         |
| 1947     |                             | Heinrich Schiebl                   |                             |                        |                         |
| 1946     |                             | Ernst Ciganek                      |                             |                        |                         |
| 1941 –45 | nicht ausgetragen           | nicht ausgetragen                  | nicht ausgetragen           | nicht ausgetragen      | nicht ausgetragen       |
| 1940     |                             | Karl Wölfl                         |                             |                        |                         |
| 1939     | nicht ausgetragen           | nicht ausgetragen                  | nicht ausgetragen           | nicht ausgetragen      | nicht ausgetragen       |
| 1938     |                             | Josef Bösch                        |                             |                        |                         |
| 1937     |                             | Karl Schmaderer                    |                             |                        |                         |
| 1936     |                             | Eugen Sehnalek                     |                             |                        |                         |
| 1935     |                             | Ferdinand Gatternig                |                             |                        |                         |
| 1934     |                             | Richard Zumpe                      |                             |                        |                         |
| 1927     |                             | F. Bötsch / Max Bulla (Profi)      |                             |                        |                         |
| 1926     |                             | F. Bötsch / Max Bulla (Profi)      |                             |                        |                         |
| 1925     |                             | A. Schalander                      |                             |                        |                         |
| 1924     |                             | Otto Cap                           |                             |                        |                         |
| 1923     |                             | Paul Költl                         |                             |                        |                         |